# كايل دونكان
كايل دونكان (بالإنجليزية: Kyle Duncan)‏ (27 ديسمبر 1997 ببروكلين في الولايات المتحدة - ) هو لاعب كرة قدم أمريكي في مركز الدفاع. لعب مع نادي فالينسيان.

## وصلات خارجية
- كايل دونكان على موقع رابطة كرة القدم الفرنسية للمحترفين (الإنجليزية)
- كايل دونكان على موقع الدوري الأمريكي (الإنجليزية)
- كايل دونكان على موقع قاعدة بيانات كرة القدم.إي يو (الإنجليزية)
- كايل دونكان على موقع ليكيب (الفرنسية)
- كايل دونكان على موقع ناشيونال فوتبول تيمز (الإنجليزية)
- كايل دونكان على موقع Soccerway.com (الإنجليزية)
- كايل دونكان على موقع عالم كرة القدم.نت (الإنجليزية)